# 阿尔米尼翁
阿尔米尼翁（西班牙語：Armiñón）是西班牙巴斯克自治区阿拉瓦省的一个市镇。总面积11km²，总人口166人（2001年），人口密度15人/km²。